# Неудержимые 4
«Неудержимые 4» (англ. The Expendables 4, стилизовано как Expend4bles, в российском прокате — «Неу4ержимые») — американский комедийный боевик, являющийся четвёртым в серии «Неудержимые».
На должность режиссёра был нанят Скотт Во, а сценарий написан Спенсером Коэном и Максом Адамсом с поправками Джона Джозефа Коннолли и Сильвестра Сталлоне. Джейсон Стейтем, Дольф Лундгрен, Рэнди Кутюр и Сталлоне вернулись к своим ролям из предыдущих фильмов; также в ленте приняли участие Кёртис «50 Cent» Джексон, Меган Фокс, Тони Джаа, Ико Ювайс, Джейкоб Скипио, Леви Трэн, Энди Гарсиа и другие актёры.
Производство осуществляется компаниями Millennium Media и Campbell Campbell Grobman Films. Съёмочный период проходил с 29 сентября 2021 года по 3 декабря 2021 года в Великобритании (Лондон) и затем в Болгарии (София) и Греции (Салоники). Выход фильма в кинотеатральный прокат в США состоялся 22 сентября 2023 года при поддержке компании Lionsgate, хотя первоначально был запланирован на 4 августа 2022 года.
«Неудержимые 4» получили в целом негативные отзывы критиков из-за сюжета, режиссуры и незамысловатого сценария. Фильм стал худшей частью франшизы.

## Сюжет
Наёмный отряд «Неудержимые» получает задание, вовлекающее его в ядерный конфликт между Россией и США. Барни Росс передаёт Ли Кристмасу роль лидера отряда, состав которого пополняется несколькими новыми участниками.
«Неудержимые» несут потери: Барни Росс выбывает из строя, а Ли Кристмас отстранен от будущих операций. В команду набирают новых бойцов и отправляют возмещать ущерб. Но и они терпят поражение и попадают в плен. Теперь Ли должен в одиночку пробраться в логово противника и освободить команду, попутно предотвратив глобальную катастрофу. Только так можно спасти мир и восстановить репутацию «Неудержимых».

## В ролях
| Актёр                    | Роль            |
| ------------------------ | --------------- |
| Джейсон Стейтем          | Ли Кристмас     |
| Сильвестр Сталлоне       | Барни Росс      |
| Меган Фокс               | Джина           |
| Дольф Лундгрен           | Гуннар Йенсен   |
| Рэнди Кутюр              | Толл Роуд       |
| Кёртис «50 Cent» Джексон | Изи Дэй         |
| Энди Гарсиа              | Марш / Оцелот   |
| Ико Ювайс                | Рахмат          |
| Тони Джаа                | Дешу            |
| Джейкоб Скипио           | Галан           |
| Леви Трэн                | Плеть           |
| Дарен Ноп                | Бок             |
| Люси Ньюман-Уильямс      | Руссо           |
| Мике Мёллер              | Большой Лобстер |
| Карим Саиди              | генерал Феззан  |
| Эдди Холл                | вышибала        |

## Производство
В марте 2014 года Жан-Клод Ван Дамм, сыгравший центрального антагониста во втором фильме, сообщил на своей странице в Twitter, что может сняться в четвёртой ленте в роли брата-близнеца Жана Вилена — Клода Вилена, которого они с Сильвестром Сталлоне планировали задействовать в третьем фильме. При этом, по словам актёра, Клод Вилен мог бы значительно отличаться от своего брата внешне, в частности, быть длинноволосым, чем характерны персонажи Ван Дамма в таких картинах, как «Трудная мишень» и «Репликант». В июле 2018 года в интервью для французского издания FilmsActu он также не исключил возможность возвращения в серию «Неудержимые» именно в данной роли.
В апреле 2019 года Рэнди Кутюр рассказал телеканалу ESPN о том, что студия планирует начать съёмки «Неудержимых 4» летом того же года. В мае Сильвестр Сталлоне упомянул о фильме на своей странице в Instagram, сказав, что он будет «отличным» и «лучшим в серии». В том же месяце Ави Лернер, главный продюсер серии «Неудержимые», сообщил на Каннском кинофестивале, что четвёртый фильм находится в числе проектов, запланированных к выходу в 2020 году. 5 июля Сталлоне поведал на странице в Instagram о своём вдохновении на новую идею для четвёртого фильма и объявил о начале работы над её реализацией.
В октябре 2019 года Рэнди Кутюр рассказал сайту Sherdog, что месяц назад ознакомился с новым сценарием фильма. Также он сообщил о том, что съёмки, планировавшиеся на лето того же года, были перенесены на весну 2020 года.
В январе 2020 года Ави Лернер и Дольф Лундгрен посетили фестиваль Cana Dorada Film Festival, где подтвердили, что собираются начать съёмки четвёртого фильма либо в мае, либо в августе этого же года. При этом они сообщили, что в новом фильме вернётся привычный актёрский состав, включая Сильвестра Сталлоне, самого Лундгрена, Джейсона Стейтема, Антонио Бандераса и Арнольда Шварценеггера. Лернер также объявил, что список актёров фильма пополнится ещё одним звёздным именем.
В начале февраля 2020 года Сильвестр Сталлоне выразил идею того, что четвёртый фильм основной серии может стать адаптацией сверхъестественного графического романа The Expendables Go to Hell, написанного им в соавторстве с Чаком Диксоном.
29 мая 2020 года Жан-Клод Ван Дамм провёл видеотрансляцию на своей странице в Facebook, во время которой вновь предложил Сталлоне и Ави Лернеру идею своего возвращения в роли брата-близнеца Жана Вилена — Клода Вилена. При этом Ван Дамм добавил, что сюжет четвёртого фильма, по его задумке, мог бы рассказать об эпичном противостоянии возрастного отряда Барни Росса с отрядом Клода Вилена, состоящем из более молодых наёмников, включая его сына Кристофера и дочь Бьянку, которые также являются актёрами и за свою впечатляющую физическую форму неоднократно сравнивались с отцом в СМИ.
В августе 2020 года на своём официальном сайте и страницах в социальных сетях испанская дистрибьюторская компания Vértice Cine, сотрудничающая с Lionsgate и Millennium Films, анонсировала «Неудержимые 4» в качестве одного из своих ближайших проектов. В числе основных участников актёрского состава были заявлены Джейсон Стейтем, Сильвестр Сталлоне, Антонио Бандерас и Дольф Лундгрен. На должности режиссёра значится Патрик Хьюз, который работал над предыдущим фильмом, а после снял для Lionsgate коммерчески успешный боевик «Телохранитель киллера» и его сиквел. В качестве предварительного года выпуска фильма в прокат на сайте указывается 2022 год.
4 ноября 2020 года на своей странице в Instagram Сильвестр Сталлоне сообщил, что не уверен в том, что примет участие в новом фильме. Несмотря на это, 9 ноября в интервью изданию Variety, проведённому в рамках Американского кинорынка, президент компании Millennium Media Джеффри Гринштейн подтвердил, что компания всё равно продолжает заниматься разработкой четвёртого фильма.

### Съёмки
В марте 2021 года Рэнди Кутюр сообщил в подкасте для The Jenna Ben Show о том, что для четвёртого фильма разрабатывается совершенно новый сценарий, а съёмки запланированы на осень того же или следующего года. В августе 2021 года было заявлено, что основные съёмки начнутся в октябре. Съемки официально начались 29 сентября 2021 года. 3 декабря 2021 года Тони Джаа подтвердил, что съёмки завершились.

### Пост-продакшн
К июню 2023 года фильм получил новое название «Неу4ержимые».

### Музыка
26 апреля 2023 года Гийом Руссель объявил, что он будет писать музыку к фильму, заменив Брайана Тайлера из предыдущих трёх частей.

## Релиз
«Неудержимые 4» были выпущены в Китае 8 сентября 2023 года и кинотеатрально выпущены компанией Lionsgate 22 сентября 2023 года. Первоначально выход фильма был запланирован на 2022 год.

### Маркетинг
В апреле 2022 года на выставке CinemaCon были представлены первые стендовые постеры фильма. Первый тизер-трейлер был выпущен на конференции эксклюзивно для участников презентации Lionsgate. 6 июня 2023 года был выпущен первый постер к фильму, а днём позднее вышел первый трейлер. Второй трейлер, рекламирующий рейтинг фильма R, был выпущен 23 августа 2023 года.

### Критика
Фильм «Неудержимые 4» в целом не понравился западным кинокритикам. Об этом свидетельствует разгромный рейтинг боевика, зафиксированный порталом Rotten Tomatoes. На момент публикации данной заметки он составлял всего 14 процентов после учёта пяти десятков профессиональных отзывов.
«Последняя часть фильма настолько ужасна, настолько глумливо-презрительна к нашим добросовестным попыткам подыграть этим махинациям, что мы выходим из кинотеатра, продолжая думать о том кадре со средним пальцем трупа. Казалось, что этот жест адресован именно нам», — пожаловалась Эми Николсон из New York Times.
«„Неудержимые 4“ — ошеломляющее, ужасное дополнение к серии, у которой не было никаких шансов стать одной из лучших в своем жанре, и которая, как и её герои, давно пережила свой расцвет», — считает Джонатан Сим из Comingsoon.
«„Неудержимые 4“ попали в засаду из-за полного отсутствия новых идей или лучших способов использовать таланты многих харизматичных актёров, которые приняли участие», — отметил Тодд МакКарти из Deadline.
«Это самые худшие „Неудержимые“ на сегодняшний день. Если отбросить моменты поединков на мотоциклах с пулеметами, это в значительной степени скучный и безрадостный опыт, который никогда не станет чем-то большим, чем пустая имитация гораздо более удачных боевиков прошлого», — написал Чейз Хатчинсон из Collider.